# دومينيك موريسون
دومينيك موريسون (بالإنجليزية: Dominique Morrison)‏ مواليد 29 نوفمبر 1989 في كانساس سيتي، هو لاعب كرة سلة أمريكي. بدأ مسيرته الاحترافية في سنة 2012. يلعب في الدوري التركي لكرة السلة. يحمل الرقم 45. يبلغ طوله 6 قدم 6 بوصة (2.0 م). لعب مع آيوا إنرجي ونورشوبينغ دولفينز.

## روابط خارجية
- دومينيك موريسون على موقع كرة السلة الأوروبية.كوم (الإنجليزية)
- دومينيك موريسون على موقع كلية كرة السلة في سبورتس رفرنس.كوم (الإنجليزية)
- دومينيك موريسون على موقع ريلجم (الإنجليزية)
- دومينيك موريسون على موقع بروبوليرز (الإنجليزية)
- دومينيك موريسون على موقع سبورتس رفرنس (الإنجليزية)
- دومينيك موريسون على موقع سبورتس رفرنس (الإنجليزية)